# Two Hills
Two Hills (offiziell Town of Two Hills) ist eine Gemeinde im zentralen Osten von Alberta, Kanada, die seit 1955 den Status einer Kleinstadt (englisch Town) hat. Die Gemeinde liegt in der Region Zentral-Alberta, im weitgehend landwirtschaftlich geprägten Aspen Parkland, etwa 135 Kilometer ostnordöstlich von Edmonton. Am südlichen Stadtrand fließt der Vermilion River.
In Two Hills hat der Verwaltungsbezirk („Municipal District“) County of Two Hills No. 21 seinen Verwaltungssitz.

## Geschichte
Im frühen 20. Jahrhundert ließen sich hier die ersten Siedler europäischer Abstammung nieder. Aufschwung nahm die Gegend jedoch erst mit der Ankunft der heute abgebauten Eisenbahnstrecke der Canadian Pacific Railway im Jahr 1927. Die eingerichtete Eisenbahnstation erhielt ihren Namen nach einem in der Gegend bereits existierenden Postamt. Wie überall bewirkte auch hier die Einrichtung eines Haltepunktes der Eisenbahn eine Verschiebung der Besiedlung und um den Haltepunkt wuchs die heutige Gemeinde. Diese Ansiedlung erhielt dann 1929 den offiziellen Status eines Dorfes und 1955 den einer Kleinstadt.

## Demographie
Der Zensus im Jahr 2016 ergab für die Gemeinde eine Bevölkerungszahl von 1352 Einwohnern, nachdem der Zensus im Jahr 2011 für die Gemeinde noch eine Bevölkerungszahl von 1379 Einwohnern ergeben hatte. Die Bevölkerung hat damit im Vergleich zum letzten Zensus im Jahr 2011 entgegen der Entwicklung in der Provinz um 2,0 % abgenommen, während der Provinzdurchschnitt bei einer Bevölkerungszunahme von 11,6 % lag. Im Zensuszeitraum 2006 bis 2011 hatte die Einwohnerzahl in der Gemeinde noch weit überdurchschnittlich um 31,7 % zugenommen, während sie im Provinzdurchschnitt um 10,8 % zunahm.

## Verkehr
Two Hills ist an das Fernstraßennetz durch die sich hier kreuzenden Alberta Highway 45, welcher die Gemeinde in Ost-West-Richtung passiert und den in Nord-Süd-Richtung verlaufenden Alberta Highway 36 angeschlossen. Die Gemeinde ist nicht mehr an eine Eisenbahnstrecke angeschlossen. Westlich der Stadtgrenze liegt der örtliche Flughafen (IATA-Code: -, ICAO-Code: -, Transport Canada Identifier: CEL6), mit nur einer asphaltierten Start- und Landebahn von 884 Metern Länge.

## Söhne und Töchter der Stadt
- Brad Werenka (* 1969), Eishockeyspieler und -trainer